# آيت اغمور (تمغيلت)
آيت اغمور هو دُوَّار يقع بجماعة تمكرت، إقليم الحوز، جهة مراكش آسفي في المملكة المغربية. ينتمي الدوّار لمشيخة تمغيلت التي تضم 6 دواوير. يقدر عدد سكانه بـ 263 نسمة حسب الإحصاء الرسمي للسكان والسكنى لسنة 2004.

## وصلات خارجية
- البوابة الوطنية للجماعات الترابية
- المندوبية السامية للتخطيط